# Macaranga kinabaluensis
Macaranga kinabaluensis är en törelväxtart som beskrevs av Airy Shaw. Macaranga kinabaluensis ingår i släktet Macaranga och familjen törelväxter. Inga underarter finns listade i Catalogue of Life.